# Günther Seiffert
Günther Seiffert (18 de outubro de 1937 – 11 de novembro de 2020) foi um automobilista alemão que participou do Grande Prêmio da Alemanha de 1952 de Fórmula 1, mas não se qualificou.
Seiffert faleceu em 11 de novembro de 2020, aos 83 anos.